# 鍾明光
锺明光（1881年—1915年8月28日），字达权，中国广东省兴宁县（今广东省梅州市兴宁市）人，中国同盟会会员。

## 生平
1915年8月27日，锺明光前往广州积厚坊刺杀广东军阀龙济光，未果，被捕，次日遭杀害。